# Fall Achse
Fall Achse was de codenaam voor de Duitse bezetting van Italië.

## Geschiedenis
Oorspronkelijk was Fall Achse het plan om de Italiaanse vloot buit te maken, maar tijdens de uitvoering van de operatie werd Fall Achse samengevoegd met Fall Schwarz, het oorspronkelijke plan om Italië te bezetten. Het gezamenlijke plan bleef Fall Achse heten. 
Adolf Hitler had na de geallieerde invasie van Italië het bevel gegeven dat bij een eventuele capitulatie de Duitsers het land moesten bezetten. Met de Italiaanse capitulatie op 8 september 1943, trad dit bevel in werking. De Italiaanse troepen werden ontwapend en belangrijke vestingen en havens werden ingenomen. Het merendeel van de Italiaanse vloot wist te ontsnappen naar Malta. Er werd een sterk Duits front ten zuiden van Rome gevormd. Met de bezetting kwam formeel een einde aan het pact tussen de twee landen. 
Maarschalk Badoglio, na de afzetting van Mussolini de regeringsleider, ondertekende de wapenstilstand met de geallieerden. Hij besloot ook dat Italië zich op 13 oktober 1943 aansloot bij de geallieerden en verklaarde Duitsland de oorlog. Als reactie hierop bezetten Duitse luchtlandingstroepen, onder leiding van veldmaarschalk Kesselring, na felle gevechten met Italiaanse troepen Rome.